# Unwelcome
Unwelcome es una película de terror folk de 2023 dirigida por Jon Wright, coescrita por Wright y Mark Stay. La película está protagonizada por Hannah John-Kamen, Douglas Booth, Jamie-Lee O'Donnell, Colm Meaney y Kristian Nairn.
Unwelcome fue estrenada en Irlanda y el Reino Unido el 27 de enero de 2023 por Warner Bros. Pictures.

## Reparto
- Hannah John-Kamen como Maya
- Douglas Booth como Jamie
- Jamie-Lee O'Donnell como Aisling
- Colm Meaney como papá Whelan
- Kristian Nairn como Eoin
- Niamh Cusack como Niamh
- Chris Walley como Killian
- Paul Warren como Redcap Mr Sniff
- Rick Warden como Jefe Redcap
- Ania Marson como Madre Redcap

## Producción
Wright se inspiró en los cuentos de hadas de los hermanos Grimm y en las historias de su propio abuelo irlandés. Wright la describió como una "película de invasión de hogares" y la presentó como "Gremlins conoce a Perros de paja." John-Kamen y Booth fueron anunciados en la producción en octubre de 2020 cuando originalmente se llamaba "Little People". Meaney, O'Donnell, Walley y Nairn también fueron anunciados entonces. La película está producida por Cornerstone Films y Peter Touche y Piers Tempest y Tempo Productions de Jo Bamford. La película proviene de Warner Bros UK y se basó en un guion original de Mark Stay. Tiene prostéticos de Shaune Harrison con Paul Catling en el diseño de criaturas y el supervisor de efectos visuales Paddy Eason, quienes trabajaron juntos en la película anterior de WrightGrabbers.

## Estreno
Unwelcome se estrenó en Irlanda y el Reino Unido el 27 de enero de 2023, en los Estados Unidos el 10 de marzo de 2023 y en formato digital el 14 de marzo de 2023 por Warner Bros. Pictures. Anteriormente estaba programada para el 4 de febrero de 2022, antes de trasladarse al 28 de octubre de 2022, luego a su fecha de estreno final.